# Desa Sukapura (administrativ by i Indonesien, lat -6,97, long 107,63)
Desa Sukapura är en administrativ by i Indonesien.   Den ligger i provinsen Jawa Barat, i den västra delen av landet, 120 km sydost om huvudstaden Jakarta.